# Natalie Martinez
Natalie Martinez (* 12. července 1984, Miami, USA) je americká herečka a modelka kubánského původu. Účinkovala v několika telenovelách a hudebních videoklipech, například v klipu Rain over me rappera Pitbulla a zpěváka Marca Anthonyho. Získala také vedlejší roli v akčním filmu Death Race.
Jennifer Lopez si ji vybrala z téměř 6 000 uchazeček, aby reprezentovala její značku JLo.